# Malarbyträsket
Malarbyträsket eller Malarijärvi är en sjö i kommunen Raseborg i landskapet Nyland i Finland. Sjön ligger 45,8 meter över havet. Arean är 44 hektar och strandlinjen är 9,04 kilometer lång. Sjön  ingår i Kisko ås och Bjärnå å huvudavrinningsområde.   Den ligger omkring 100 km väster om Helsingfors. 